# Милтен Драживојевић
Милтен Драживојевић је био властелин из Хума који припада лози породице Санковићи.
Отац Милтена Драживојевића је био Дражен Богопенец. 
Први пут се помиње 1332. године као најпоузданији војсковођа бана Стефана II Котроманића до 1335. када постаје присталица краља Душана. Нападао је често дубровачке караване а остала је упамћена пљачка каравана у Оногошту 1335. Последњи податак о њему датира из 1343. године, али нема подата о задњим годинама његовог живота. 
Милтен Драживојевић је био отац Санка, Градоја и Радаче (удате за жупана Ненца Чихорића, касније монахиња Полихранија).